# 손난로

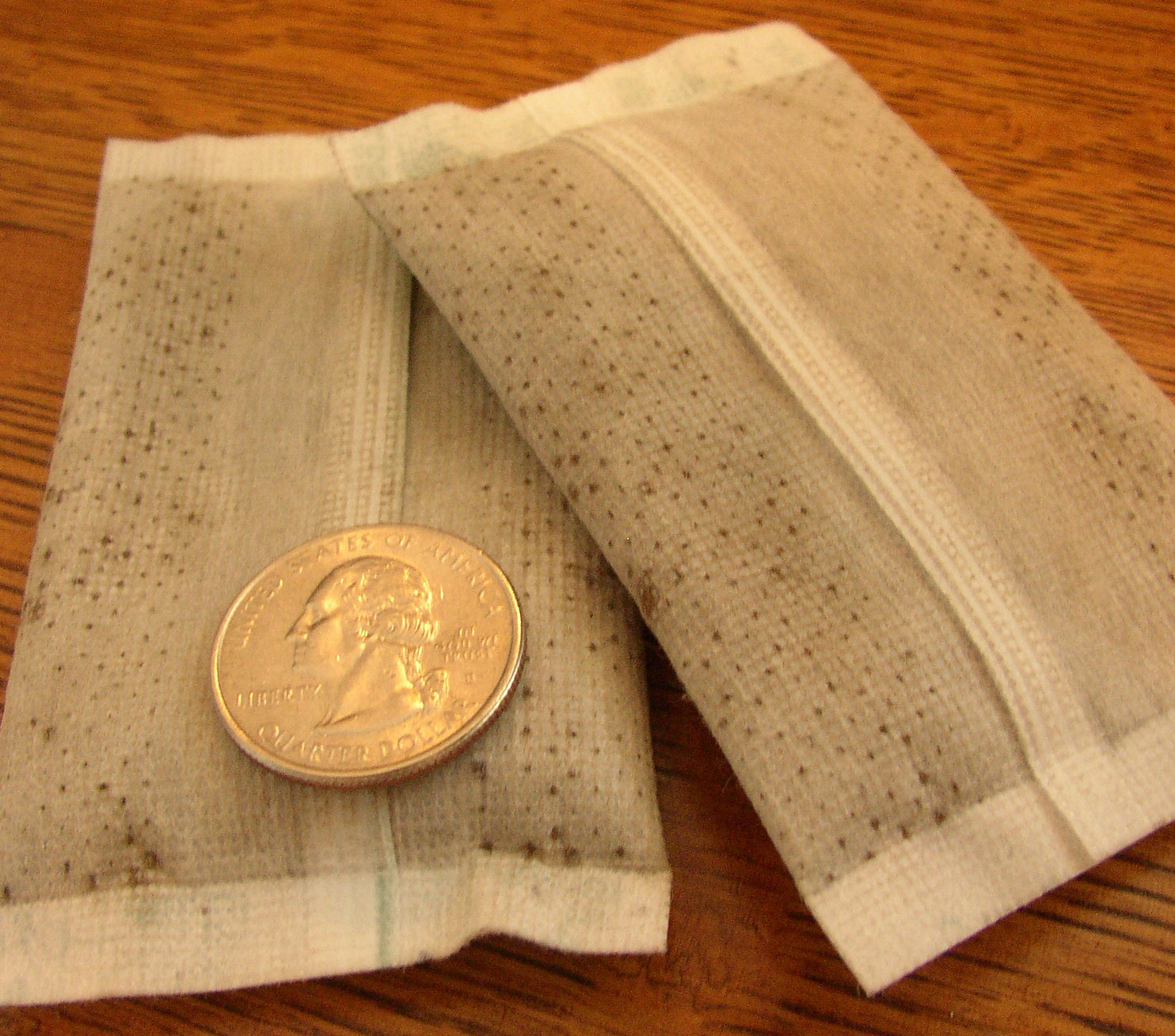
크기를 재기 위한 미국 쿼터 주화와 일회용 손난로 한 쌍

손난로(hand warmner)는 차가운 손을 따뜻하게 하기 위해 열을 발생시키는 작은 주머니이다. 대부분 1회용과 재사용으로 나누며, 흔히 외부에서 활동할 때 사용한다.

## 역사
1891년에 뉴저지주의 조너선 엘리스는 최초로 손이나 발을 덥힐 수 있는 장치를 등록했다. 하지만 어디에서도 직접 그 물건을 생산했다는 증거는 찾아볼 수 없다.
일본의 니이치 마토바는 손난로를 개발한 이후에 최초로 상업적으로 유통한 인물이다. 그는 백금을 촉매로 한 산화반응을 적용하여 열을 발생시켰고, 특허도 받았다. 이후 손난로가 어떻게 실용적으로 사용될 수 있는지 평생 연구했다. 1923년, 이 제품의 프로토타입을 만들었고 '하쿠킨-카이로'라고 이름지었다. 이 제품은 아직까지도 일본에서 생산되고 있다.

## 같이 보기
- 아이스 팩
- 물주머니